# Hospital de la Misericordia (Madrid)
Hospital de la Misericordia fue una institución benéfica de Madrid situada en el casco viejo de la ciudad y cercano al Monasterio de las Descalzas Reales. Fundado como casa de misericordia para convalecientes en el año de 1559 por la Princesa Doña Juana, sería derribado a mediados del siglo XIX. El solar fue luego ocupado por el Teatro de los Capellanes hasta su demolición para dar lugar al ensanche de la plaza del Celenque y el edificio del Corte Inglés.  

## Historia
Creado como una casa de misericordia con el dinero sobrante que las monjas procedentes del Monasterio de las Descalzas Reales. Las monjas del monasterio tenían asignada una cantidad límite por encima de la cual se consideraba superado el voto de pobreza. El hospital de caridad permitía inicialmente la estancia de unos doce sacerdotes con bajos ingresos o hijosdalgo. Da nombre a Misericordia (novela) (1897), de Benito Pérez Galdós.